# 리통일
리통일(1992년 11월 20일 ~ )은 조선민주주의인민공화국의 축구 선수이다. 포지션은 수비수이다. 현재 기관차체육단 소속이다.